# Нижні Орішники
Ни́жні Орі́шники (до 1945 року — Ашаги-Финдикли, Нижні Финдикли, крим. Aşağı Fındıqlı, рос. Нижние Орешники) — село в Україні, у Білогірському районі Автономної Республіки Крим. Підпорядковане Зуйській селищній раді.

## Населення

### Мова
Розподіл населення за рідною мовою за даними перепису 2001 року:
| Мова              | Кількість | Відсоток |
| ----------------- | --------- | -------- |
| російська         | 304       | 51.01%   |
| кримськотатарська | 269       | 45.13%   |
| українська        | 20        | 3.36%    |
| інші/не вказали   | 3         | 0.50%    |
| Усього            | 596       | 100%     |

## Географія
Селом протікає річка Фундукли.
1. ↑  Рідні мови в об'єднаних територіальних громадах України — Український центр суспільних даних